# Borden-Carleton
Borden-Carleton é uma cidade canadense localizada no Condado de Prince, na Ilha do Príncipe Eduardo. A população no censo de 2016 era de apenas 724 pessoas.